# Heterachthes leucoacnus
Heterachthes leucoacnus là một loài bọ cánh cứng trong họ Cerambycidae.